# Église Saint-Vidian de Martres-Tolosane
L'église Saint-Vidian de Martres-Tolosane est une église catholique située à Martres-Tolosane, dans le département français de la Haute-Garonne en France.

## Présentation
L'église datant du XIIIe siècle a été inscrit au titre des monuments historiques en 1926.
L'église est dédiée à saint Vidian ou Vivien d'Aliscans, chevalier de Charlemagne, martyr par la main des musulmans près de Martres-Tolosane, fêté le 27 août.

## Historique
À cet emplacement était établi un antique complexe gallo-romain, qui au fil des siècles s'est transformé en centre paléochrétien, puis en basilique funéraire avec nécropole dédiée à sainte Marie.
L'évolution de cette chronologie fut reconstituée avec la découverte de sarcophages paléochrétiens et du Moyen Âge.
Au IXe siècle, saint Vidian et son armée meurt martyr des invasions sarrasines, saint Vidian est alors enterré dans l'église. Au Xe siècle, un prieuré et son sanctuaire dépendant de l'abbaye de Saint-Sernin de Toulouse s'implante sur les lieux.
L'église romane du prieuré, devenu en mauvais état, fut démolie au XIIIe siècle.
Elle a été reconstruite de briques à la fin du XIIIe et au début du XIVe siècle.
Elle est consacrée en 1309 et sera dépendante du diocèse de Rieux créé par le pape d'Avignon Jean XXII en 1317. Durant la Révolution, l'église est transformée en temple de la Raison. Démolitions, dévastations, mutilations et disparitions se succédèrent de façon chaotique. Les objets mobiliers accumulés durant des siècles par la piété paroissiale furent dispersés aux enchères. Les restaurations commencent en 1814.
Le clocher assis sur les soubassements de la tour du prieuré subit deux sinistres mémorables : le tremblement de terre de 1838 et la foudre de 1856. Il fut reconstruit en 1865 en un ouvrage octogonal avec baies et meurtrières de type toulousain.
Les derniers travaux de remise en état entrepris entre 1950 et 1966, ont permis de découvrir ses fondations antiques et de lui accorder une vraie valeur archéologique.
L'église mesure 50 mètres de long, 11 mètres de large et 12 mètres de haut.
La chapelle de saint Vidian est remarquable ainsi que son autel gothique datant du XVe siècle.
L'édifice du XIVe siècle a conservé l'entrée en plein cintre de l'ancienne église du prieuré.

## Description

### Extérieur
À l'extérieur de l'église et dans un espace clôturé où se trouve un christ en croix (à gauche de l'église), sont exposés de nombreux sarcophages paléochrétien.

### Intérieur
Les murs de l'intérieur de l'église sont ornés avec de nombreux fragments de sculpture gallo-romaine et de bas-relief.

#### Lanef

##### Partie arrière
À l'arrière de l'église sont exposés des sarcophages paléochrétiens richement décorés et la statue gisante de Roger de Sarrieu, Seigneur de Martres, datée de 1576.
- 1) Le sarcophage paléochrétien date du VIe siècle et est sculpté dans du marbre de Saint-Béat. De style de l'école d'Aquitaine, il est décoré de quatre registres de fleurs à huit pétales, en son centre un chrisme. Il a été découvert le 23 décembre 1948 près du boulevard de la partie sud de l'enceinte de l'ancienne Villa de Martres, le couvercle non décoré indique qu'il a été remployé au Moyen Âge.
- 2) Le sarcophage paléochrétien date du VIe siècle et est sculpté dans du marbre de Saint-Béat. Il est appelé sarcophage de saint Vidian. De style de l'école d'Aquitaine, il est orné de chevrons opposés, coupés par des pilastres cannelés et rudentés, au centre un chrisme placé dans une triple couronne laurée. C'est un chrisme à l'envers, les lettres A et W sont inversées et l'oméga est retourné. La boucle du P est aussi inversé. Ces inversement ne sont pas rares dans les inscriptions de la Gaule et sur les sarcophages du Sud-Ouest. Son origine pourrait avoir été l'emploi de modèles et de calques par des sculpteurs peu instruits. Ce sarcophage était utilisé comme cuve baptismale de 1635 au Second Empire.

Sont classés au titre objet des monuments historiques :
- Le tombeau (gisant) de Roger de Sarrieu daté de 1576[2].
- Un sarcophage en marbre datant du VIe siècle[3].

###### Gisant de Roger de Sarrieu
Roger de Sarrieu était Seigneur de Martres et fut nommé capitaine de la garde du roi en 1560. Il était gentilhomme de la chambre et premier maîtrede camp. Il servira sous les règnes de François II, de Charles IX et d'Henri III.
Le gisant en marbre représente Roger de Sarrieu avec son armure, les mains jointes.

##### Partie avant
- Un tableau daté du XVIIe siècle représente le chevalier Vivien lors de la bataille d'Aliscans[4], il est classé au titre objet des monuments historiques[5].

###### Dédicace de l'église et stèle funéraire
Stèle funéraire avec une inscription en latin signifiant en français : "L'an du Seigneur 1309 et le 3ème jour du mois d'Avril, jour de la dédicace de cette église, mourut Bonnet de Leran, dont l'âme l'âme repose en paix, Amen, et c'est ici qu'il git avec Jeanne et Guilhelme ses filles".
La plaque funéraire est classé au titre objet des monuments historiques.

###### Fragments de bas-relief
Les fragments de bas-relief en marbre de Carrare date du IVe siècle. Ils ornaient le fronton du couvercle d'un sarcophage italique découvert en 1955 dans la maçonnerie de l'abside, sous le chœur de l'église. Les bas-reliefs représentaient une scène biblique : les jeunes hébreux refusant d'adorer le buste de Nabuchodonosor.

#### Chapelle saint Jean le Baptiste
Au centre, la cuve baptismale.
Le chemin de croix exposé dans la chapelle a été fait par la faiencerie Cabaré de Martres-Tolosane.

#### Chapelle de la Vierge Marie
Une statue de la Vierge à l'Enfant, elle tient avec son bras gauche l'Enfant Jésus, et de sa main droite une fleur de lys. L'Enfant Jésus tient le globe terrestre sur ces genoux avec la main gauche, et de la main droite il bénit.

#### Chapelle Notre-Dame-de-Pitié
L'autel, le tabernacle et le retable sont en bois sculpté.
Sur le tabernacle est représenté un Christ de pitié.
Au centre du retable un tableau représentant une Pièta.
Sont classés au titre objet des monuments historiques :
- L'autel, le tabernacle, le retable et le tableau de Vierge de Pitié datant du XIXe siècle[8].

#### Chapelle saint Vidian
Le portail de la chapelle provient de l'ancienne église du prieuré, il compte 5 voussures, ornées de tores, de cavets et de chapiteaux à palmettes en volutes. La voûte de la chapelle est en brique avec des ogives de pierre. Dans les angles se dressent des colonnes en marbre vert avec des chapiteaux (aux feuilles d'acanthe) en marbre de Campan provenant de la villa gallo-romaine de Chiragan.
L'autel est de style gothique flamboyant du XVe siècle, il abrite les reliques de saint Vidian, de saint Blaise et de saint Nicolas.
Sont classés au titre objet des monuments historiques :
- 3 coffrets-reliquaires[9].
- 4 colonnes et 4 chapiteaux datant de l'époque Gallo-romaine[10].
- Le monument sépulcral dit de saint Vidian datant du XVe siècle[11].

#### Sacristie
Sont classés au titre objet des monuments historiques :
- La châsse du peigne de saint Vidian date du XIIe siècle[12], il renferme un peigne qui aurait servi à saint Vidian. Le peigne en ivoire est d'origine perse caractéristique de l'art siculo-arabe. La face du peigne est gravée d'un quadrupède entre deux cercles, le revers est gravé d'un aigle tenant dans ses serres un canard.
- Les 4 coffrets-reliquaires de saint Vidian (3 coffrets se trouvent dans la chapelle saint Vidian, et 1 coffret dans la sacristie) datant du XIIIe siècle, remontés au XVIIe siècle avec des panneaux sculptés par le sculpteur toulousain Pierre Fontan[9].
- Le coffret-reliquaire en bois sculpté date du XVIIe siècle[9], les quatre faces sont ornées de tableaux sculpté représentant différents épisodes de la vie de saint Vidian (la scène du martyr du saint, le rachat de saint Vidian, les adieux à Luiserne et la bataille du saint contre les Sarrasins. Le couvercle est sculpté de trois fleurs de lis et de quatre musiciens au angles.

Sont inscrits à l'inventaire des monuments historiques :
- Le buste reliquaire de saint Vidian est en plâtre et date du XIXe siècle[13], il représente saint Vidian en tenue militaire. Il est porté triomphalement lors de la fête de la Trinité. Plusieurs hypothèses existent sur la réelle identité du saint. Vidian pourrait ne faire qu'un avec Vivien, neveu de Charlemagne, qui avait lutté contre les musulmans au VIIIe grâce à la chanson de Guillaume d'Orange.

- Le buste-reliquaire de saint Barthélémy datant du XIXe siècle[14].
- Le buste-reliquaire de saint Martin datant du XIXe siècle[15].
- Un vase en faïence de type Médicis fabriqué en 1930[16], il servait d'ornement sur le maître-d'autel lors des grandes fêtes avant la Seconde Guerre mondiale.
- Deux vases en faïence fabriqués en 1914 par la Faïencerie de Martres-Tolosane et du Matet[17].

## Galerie

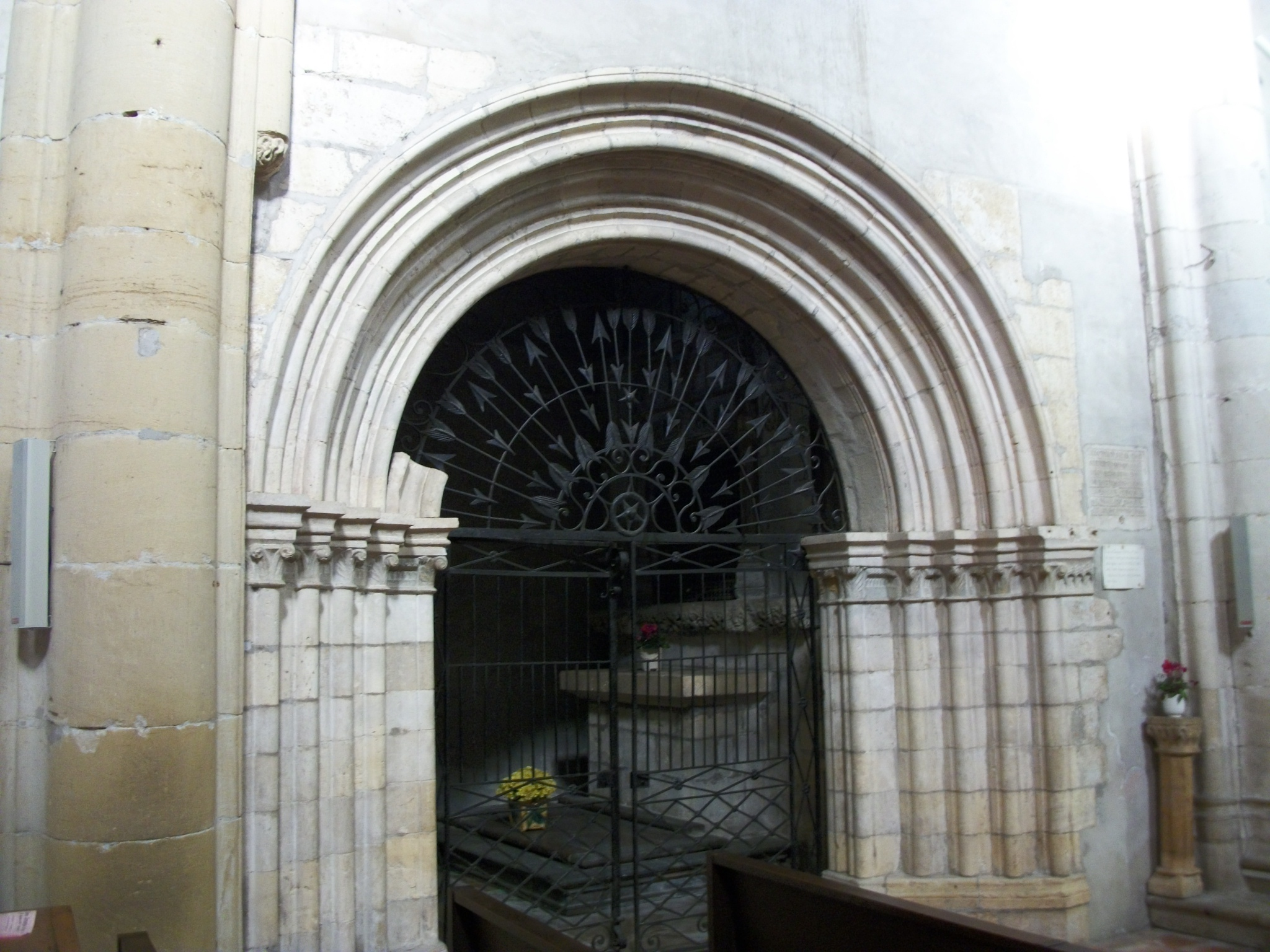
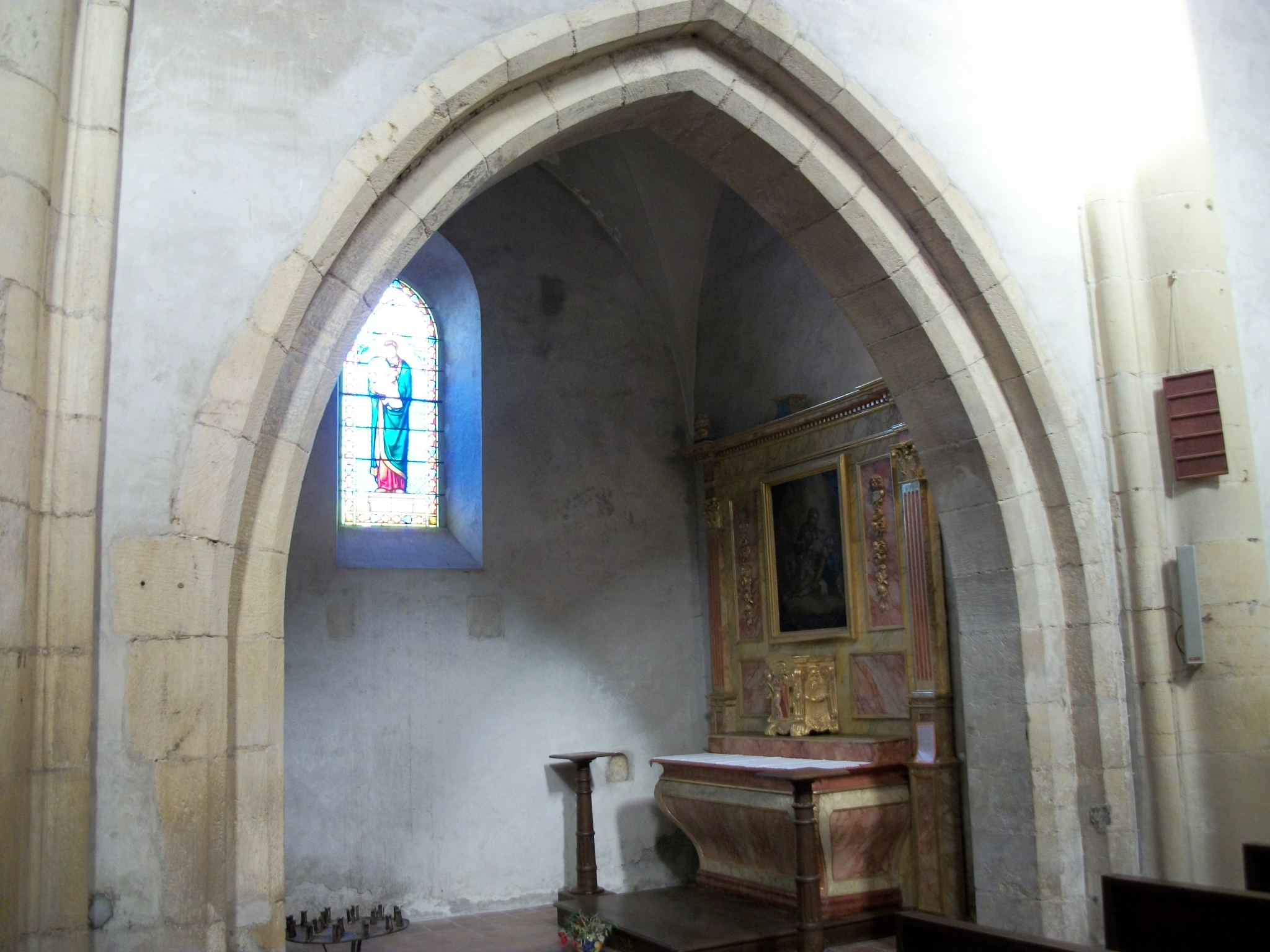
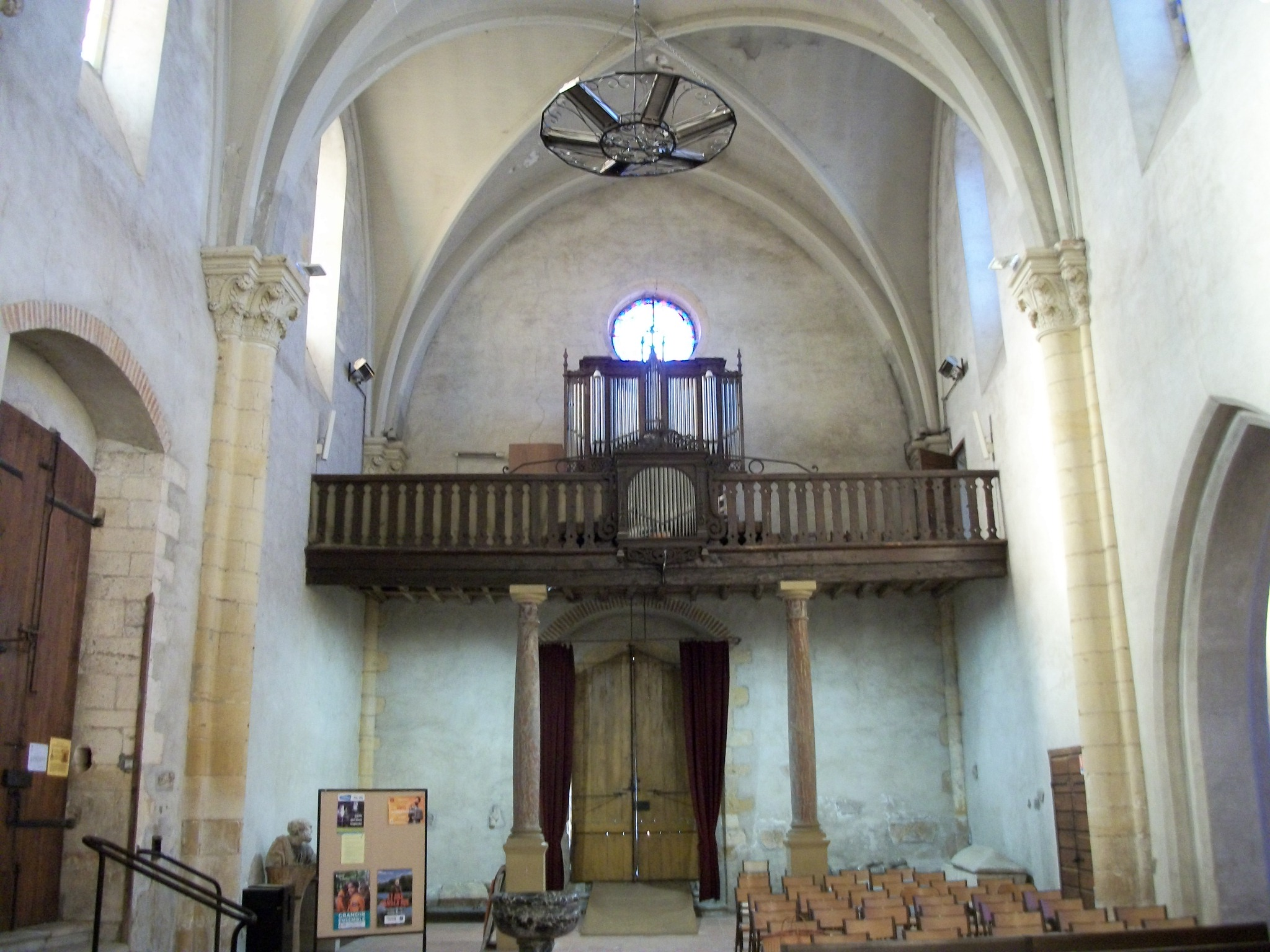
L'arrière de l'église
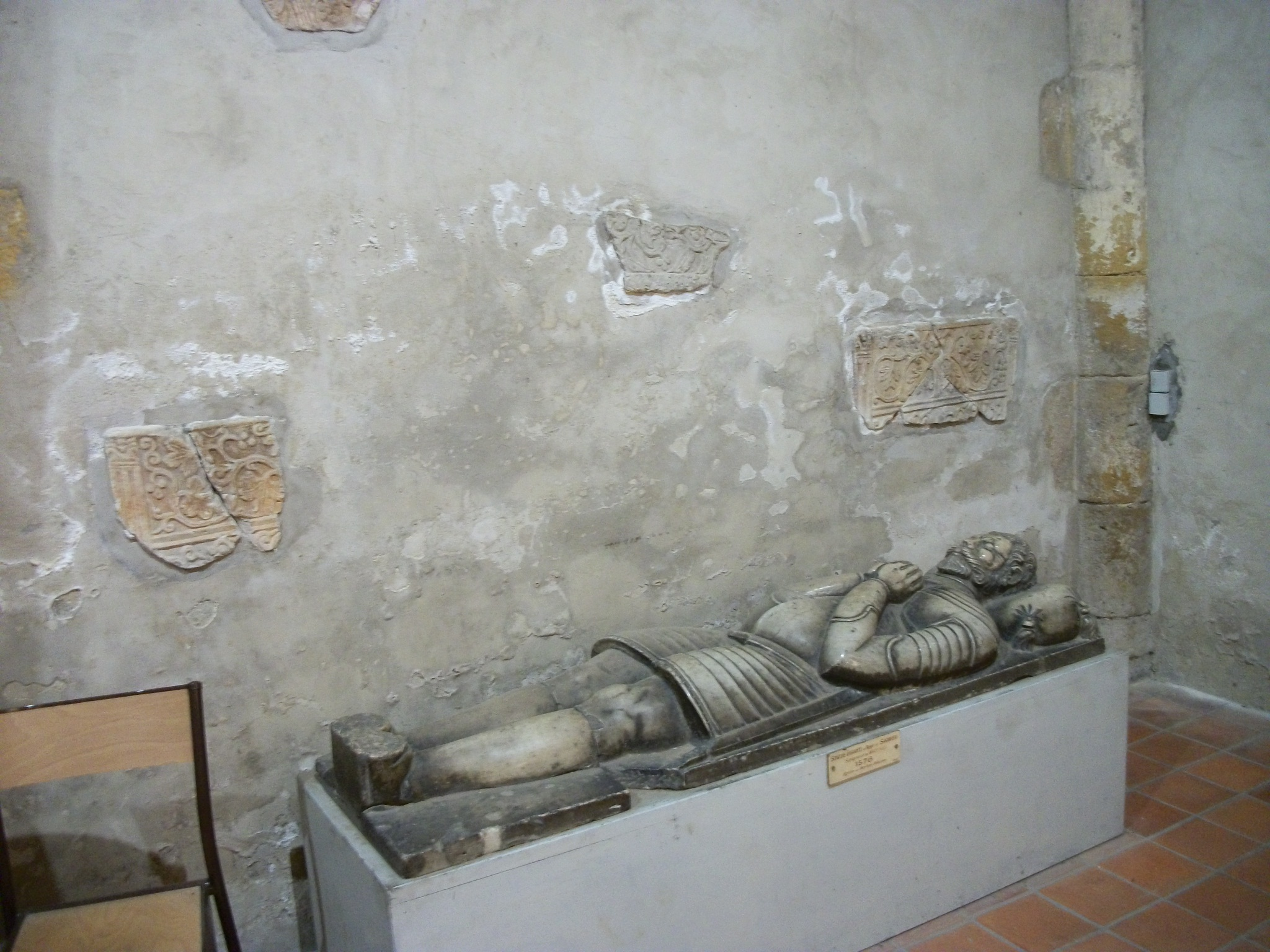
Statue gisante de Roger de Sarrieu, Seigneur de Martres - 1576 - Église de Martres-Tolosane
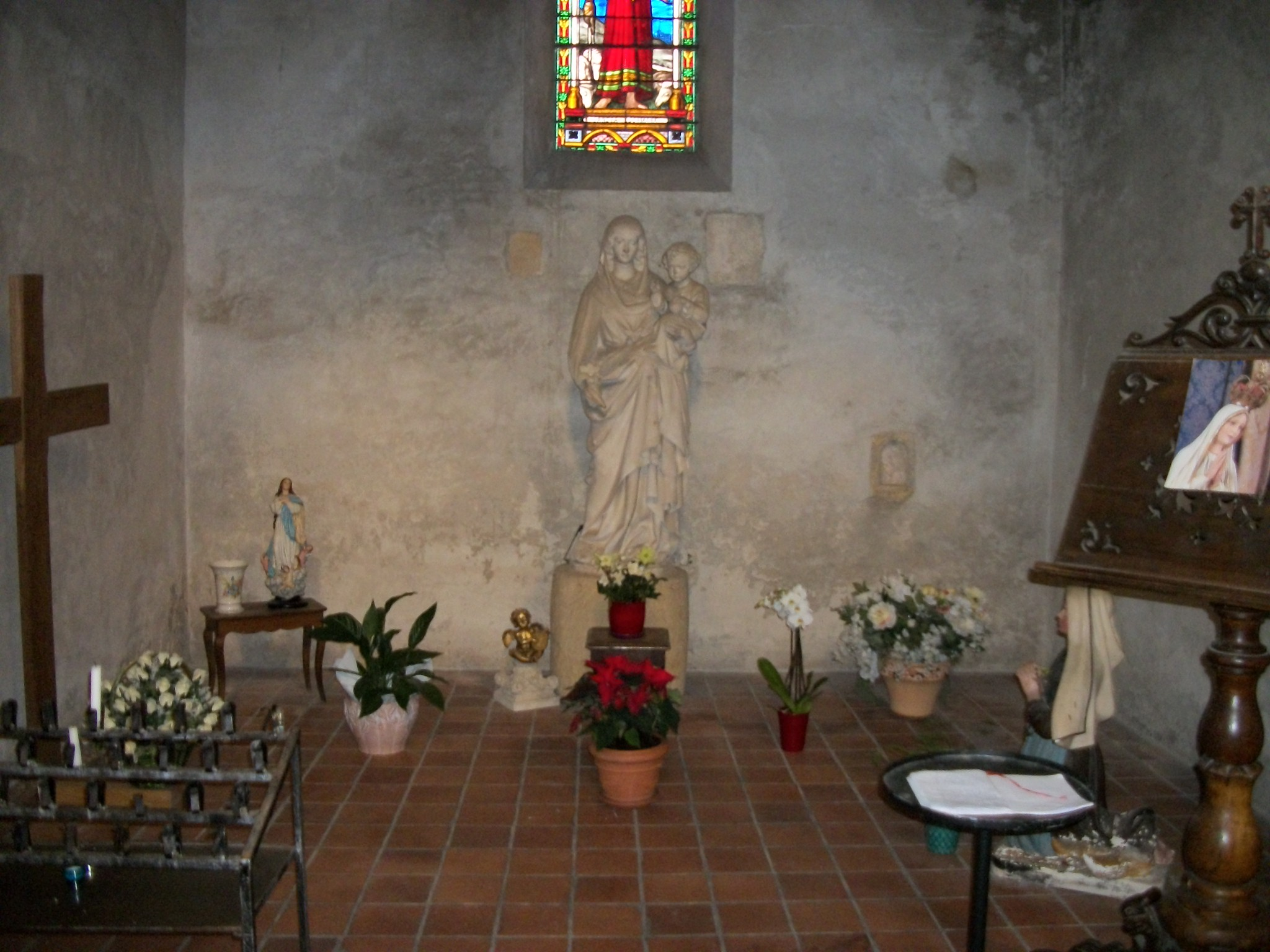
Au centre, une statue de la Vierge à l'Enfant